# Nikolaj von Brunnow
Nikolaj von Brunnow, auch Nikolaj Ivanowitsch Brunnow (russisch Никола́й Иванович Бруннов, * 13. Januarjul. / 25. Januar 1808greg. in Moskau; † 29. Maijul. / 10. Juni 1885greg.) war ein russischer Generalmajor.

## Leben
Brunnow war Angehöriger des kurländischen Adelsgeschlechts von Brunnow. Seine Eltern waren der russische Kommissionär und Stabskapitän Iwan Fedorowitsch von Brunnow († 1821) und Antonia Martynowna Szymanska († 1847). 
Brunnow ersuchte 1851 um Eintragung in den 6. Teil des Adelsgeschlechtsbuches des Gouvernements Moskau. Am 26. November 1855 wurde er als Oberstleutnant mit dem St. Georgs-Orden IV. Klasse ausgezeichnet. Er wurde in Moskau begraben.
Aus seiner Ehe mit Lydia Wassilewskaja, Herrin auf Orechowka bei Kromy, gingen ein Sohn und eine Tochter hervor.

## Weblink
- Большая биографическая энциклопедия: Бруннов, Николай Иванович (abgerufen am 12. Februar 2018).